# Antonio Daniele (militare)
Antonio Daniele (Cerva, 13 giugno 1910 – Sadé, 20 ottobre 1936) è stato un militare italiano, insignito della medaglia d'oro al valor militare alla memoria nel corso delle grandi operazioni di polizia coloniale in Africa Orientale Italiana.

## Biografia
Nacque a Cerva, in provincia di Catanzaro, il 13 giugno 1910, figlio di Vitaliano e Teresa Marsaro. 
Iscrittosi alla facoltà di ingegneria dell'Università di Napoli, nel novembre 1931 fu arruolato nel Regio Esercito ed ammesso a frequentare la Scuola allievi ufficiali di complemento di artiglieria di Bra. Nel giugno dell’anno successivo venne promosso sottotenente ed assegnato al 1º Reggimento artiglieria da montagna. Posto in congedo nell'agosto 1933, due anni dopo fu richiamato a domanda per essere assegnato alle truppe mobilitate della Somalia italiana. Salpato da Napoli il 4 maggio 1935, sbarcò a Mogadiscio venti giorni dopo. Nel settembre fu trasferito, volontariamente, al I Gruppo Bande Dubat del Regio corpo truppe coloniali della Somalia italiana. Partecipò alle operazioni belliche nel corso della guerra d'Etiopia e venne decorato con una medaglia di bronzo e una croce di guerra al valor militare. Cadde in combattimento a Sadé il 20 ottobre 1936, nel corso delle prime grandi operazioni di polizia coloniale e fu decorato con la medaglia d'oro al valor militare alla memoria. Con Regio Decreto del 19 dicembre 1936 fu promosso tenente a scelta, con anzianità 1º luglio 1936.

### Fonti
1. ↑  Combattenti Liberazione.
2. 1 2  Gruppo Medaglie d'Oro al Valor Militare 1965, p. 199.
3. 1 2 3 4  Bianchi, Cattaneo 2012, p. 77.
4. 1 2  Bianchi, Cattaneo 2012, p. 76.
5. ↑   Medaglia d'oro al valor militare Daniele, Antonio, su quirinale.it, Quirinale. URL consultato l'11 luglio 2021.